# Hjalmar Cedercrona
Hjalmar Axel Fritz Cedercrona (23 dicembre 1883 – 24 maggio 1969) è stato un ginnasta svedese.

## Palmarès

### Olimpiadi
- Oro a Londra 1908 nel concorso a squadre.